# 孝感站
孝感站，位于中华人民共和国湖北省孝感市孝南区，是京广铁路上的火车站，建于1901年，由武汉局集团汉西车务段管辖。

## 歷史
- 建于1901年。

## 車站周邊
- 艳阳天时尚旅店孝感店
- 孝感锦怡大酒店
- 中国农业银行朋兴分理处
- 车站中学
- 孝感三中
- 广场工业园区
- 中国电信黄陂西路合作营业厅
- 孝感市体育中心
- 孝感市孝南区博物馆
- 孝感广播电视大学
- 孝感乾坤大酒店
- 中国建设银行孝感交通路支行
- 中国银行孝感交通路支行
- 湖北工程学院

## 外部連結
- 中国铁路客户服务中心 （页面存档备份，存于）